# Be (Common)
Be è il sesto album in studio in studio del rapper statunitense Common, pubblicato il 24 maggio 2005 dalla G.O.O.D Music e distribuito dalla Geffen.

## Tracce
1. Be (Intro) - 2:24
2. The Corner - 3:45 (feat. The Last Poets)
3. Go! - 3:44
4. Faithful - 3:33
5. Testify - 2:36
6. Love Is... - 4:10
7. Chi-City - 3:27
8. The Food (Live) - 3:36
9. Real People 2:48
10. They Say - 3:57 (feat. Kanye West & John Legend)
11. It's Your World (Part 1 & 2) - 8:33 (feat. "The Kids")

## Classifiche
- Billboard 200 - #2[3]